# اللغة الماورية
الماورية (الاسم الذاتي: Te Reo Māori) هي لغة سكان نيوزيلندا الأصليين. يصل عدد متحدثيها لمئة وستين ألفا يتواجدون في نيوزيلندا وجزر كوك.

## التقويم
استعملت اللغة الماورية منذ الأيام التبشيرية نصوصا منقحرة للأسماء الإنجليزية لأيام الأسبوع وأشهر السنة. ولكن شجعت لجنة اللغة الماورية منذ عام 1990 مجموعة تسميات «تقليدية» جديدة. وليس لأيام الأسبوع الماورية هذه مقابل قبل الاحتكاك مع الأوروبيين ولكنها تعكس الأصول الوثنية للأسماء الإنجليزية (مثلا: هينا = القمر). استمدت اللجنة أشهر السنة من التقاويم القمرية القبلية.
| اليوم    | النقحرة         | الاسم الرسمي |
| -------- | --------------- | ------------ |
| الاثنين  | Mane            | Rāhina       |
| الثلاثاء | Tūrei           | Rātū         |
| الأربعاء | Wenerei         | Rāapa        |
| الخميس   | Tāite           | Rāpare       |
| الجمعة   | Paraire         | Rāmere       |
| السبت    | Rāhoroi/Hāterei | Rāhoroi      |
| الأحد    | Rātapu/Wiki     | Rātapu       |

| الشهر  | النقحرة  | الاسم الرسمي     |
| ------ | -------- | ---------------- |
| يناير  | Hānuere  | Kohi-tātea       |
| فبراير | Pēpuere  | Hui-tanguru      |
| مارس   | Māehe    | Poutū-te-rangi   |
| أبريل  | Āperira  | Paenga-whāwhā    |
| مايو   | Mei      | Haratua          |
| يونيو  | Hune     | Pipiri           |
| يوليو  | Hūrae    | Hōngongoi        |
| أغسطس  | Ākuhata  | Here-turi-kōkā   |
| سبتمبر | Hepetema | Mahuru           |
| أكتوبر | Oketopa  | Whiringa-ā-nuku  |
| نوفمبر | Noema    | Whiringa-ā-rangi |
| ديسمبر | Tīhema   | Hakihea          |

## تأثيرها على الإنجليزية في نيوزيلندا
أخذت الإنجليزية النيوزيلندية كثير من الكلمات الاستعارية من الماورية معظمها أسماء الطيور والنباتات والأسماك والأماكن. فعلى سبيل المثال يعود أصل تسمية طائر الكيوي وهو الطائر الوطني للبلاد من (te reo). ويشيع استخدام عبارة «كيا أور» في نيوزيلندا وتعني حرفيا «كن صحي» ولكن معناها المستخدم يدل على السلام أي أنها تعني «مرحبا». كما يمكن لها أن تعني «شكرا لك» أو تدلل على اتفاق السامع مع المتحدث في كلامه.